# Sorell Municipality
Koordinaten: 42° 47′ S, 147° 34′ O

Die Sorell Municipality ist ein lokales Verwaltungsgebiet (LGA) im australischen Bundesstaat Tasmanien. Das Gebiet ist 583 km² groß und hat etwa 14.500 Einwohner (2016).
Sorell liegt im Südosten der Insel etwa 22 Kilometer östlich des Stadtzentrums der Hauptstadt Hobart. Das Gebiet umfasst 20 Ortsteile und Ortschaften: Boomer Bay, Bream Creek, Carlton, Connellys Marsh, Copping, Dodges Ferry, Dunalley, Forcett, Kellevie, Lewisham, Marion Bay, Midway Point, Penna, Primrose Sands, Nugent, Orielton, Pawleena, Sorell, Wattle Hill und White Hills. Der Sitz des Councils befindet sich in der Ortschaft Sorell im Westen der LGA, wo etwa 2900 Einwohner leben (2016).

## Verwaltung
Der Sorell Council hat neun Mitglieder. Der Mayor (Bürgermeister), sein Deputy (Stellvertreter) und sieben Councillor werden direkt von den Bewohnern der LGA gewählt. Sorell ist nicht in Bezirke untergliedert.